# Riadh Fahem
Riadh Fahem (ur. 13 października 1959 w Menzel Bouzelfa – zm. 21 stycznia 2014) – tunezyjski piłkarz grający na pozycji napastnika. W swojej karierze grał w reprezentacji Tunezji.

## Kariera klubowa
W latach 1978–1981 Fahem był piłkarzem klubu CS Menzel Bouzelfa. Z kolei w latach 1981-1985 występował w Espérance Tunis. Dwukrotnie wywalczył z nim mistrzostwo Tunezji w sezonach 1981/1982 i 1984/1985.

## Kariera reprezentacyjna
W reprezentacji Tunezji Fahem zadebiutował w 1981 roku. W 1982 roku powołano go do kadry na Puchar Narodów Afryki 1982. Zagrał w nim w trzech meczach grupowych: z Kamerunem (1:1), z Libią (0:2) i z Ghaną (0:1). W kadrze narodowej grał do 1983 roku.